# Vila Nova da Barquinha (freguesia)
Vila Nova da Barquinha is een plaats (freguesia) in de Portugese gemeente Vila Nova da Barquinha en telt 1426 inwoners (2001).